# Halott Fiúk Nyomozóiroda
A Halott Fiúk Nyomozóiroda (eredeti cím: Dead Boy Detectives) 2024-es amerikai természetfeletti horrorsorozat, amelyet Steve Yockey és Beth Schwartz alkotott a Dead Boy Detectives című képregény alapján. A főbb szerepekben George Rexstrew, Jayden Revri, Kassius Nelson, Briana Cuoco és Ruth Connell látható.
Amerikában és Magyarországon 2024. április 25-én mutatta be a Netflix.

## Ismertető
A szellem Charles Rowland és Edwin Payne úgy döntöttek, hogy nem lépnek a túlvilágra, hanem a Földön maradnak, hogy természetfeletti bűntények után nyomozzanak.

## Szereplők

### Főszereplők
| Szereplők       | Színész         | Magyar hang         | Leírás |
| --------------- | --------------- | ------------------- | --- |
| Edwin Payne     | George Rexstrew | Czető Ádám          | Szellemdetektív, aki 1916-ban meghalt, amikor osztálytársai csínyből áldozati szertartást végeztek, és véletlenül megidéztek egy démont, aki a pokolba vitte őt.            |
| Charles Rowland | Jayden Revri    | L. Nagy Attila      | Edwin társa az ügynökségnél, aki 1989-ben halt meg hipotermiában és belső vérzésben, miután osztálytársai ellene fordultak, amikor megvédett egy zaklatott pakisztáni fiút. |
| Crystal Palace  | Kassius Nelson  | Hermányi Mariann    | Médium, aki látja a szellemeket és kommunikál velük. |
| Jenny Green     | Briana Cuoco    | Kis-Kovács Luca     | A Tongue & Tail hentesüzlet tulajdonosa. Az emeleti szobákat Crystalnak és Nikónak adja ki.                                                                                 |
| Éjszakás nővér  | Ruth Connell    | Majsai-Nyilas Tünde | Az a lény, aki a túlvilági elveszett és megtalált gyermekek ügyeit intézi.                                                                                                  |
| Niko Sasaki     | Yuyu Kitamura   | Csarkó Bettina      | Fiatal lány és anime-rajongó, aki a folyosóval szemben lakik Crystallal. Egy halálközeli élménye után képes szellemeket látni.                                              |
| Esther Finch    | Jenn Lyon       | Solecki Janka       | Port Townsendben élő halhatatlan boszorkány, aki bosszút akar állni a Halott Fiúk Nyomozóirodán.                                                                            |

### Mellékszereplők
| Szereplők           | Színész               | Magyar hang        | Leírás |
| ------------------- | --------------------- | ------------------ | --- |
| David               | David Iacono          | Szekeres Máté      | Démon, aki korábban megszállta Crystalt, és most üldözi őt.                                                        |
| Macskakirály        | Lukas Gage            | Darvasi Áron       | Varázslatos macska, aki képes emberi alakot ölteni, és aki elvarázsolja Edwint, hogy ne hagyja el Port Townsendet. |
| Tragikus Mick       | Michael Beach         | Schneider Zoltán   | Emberi alakra átkozott rozmár, aki egy mágikus tárgyakat áruló boltot vezet.                                       |
| Monty               | Joshua Colley         | Berecz Kristóf Uwe | Esther varjú ismerőse, akit tinédzser fiúvá változtat.                                                             |
| Kingham             | Max Jenkins           | Ács Norbert        | Az egyik a két Pitypang Tündér közül, akik egyszer megszállták Nikót. Most egy elvarázsolt edényben tartják.       |
| Litty               | Caitlin Reilly        | Hábermann Lívia    | A másik Pitypang Tündér.                                                                                           |
| Maxine              | Lindsey Gort          | Ágoston Katalin    | A Port Townsend-i Közkönyvtár könyvtárosa.                                                                         |
| Maddy Surname       | Sherri Saum           | Zsigmond Tamara    | Crystal gazdag, de távollévő édesanyja. A British Museumban dolgozik.                                              |
| Simon               | Gabriel Drake         | Hevesi László      | Edwin egyik osztálytársa.                                                                                          |
| Seth von Hoverkraft | John Brotherton       | Dévai Balázs       | Crystal gazdag, de távollévő apja, aki szintén a British Museumban dolgozik.                                       |
| Igazgató            | Tamlyn Tomita         | Kubik Anna         | Éjszakás nővér felettese a túlvilági talált tárgyak osztályán                                                      |
| Halál               | Kirby Howell-Baptiste | Szilágyi Csenge    | A Végtelenek tagja, akit a Halott Fiúk Nyomozóiroda megpróbál elkerülni.                                           |
| Kétségbeesés        | Donna Preston         | Hay Anna           | A Végtelenek tagja, akivel Edwin a pokolban találkozik.                                                            |

### Magyar változat
- Magyar szöveg: Imri László
- Hangmérnök: Mihályfi Kristóf
- Vágó: Sári-Szemerédi Gabriella
- Produkciós vezető: Cabello-Colini Borbála
- Szinkronrendező: Bercsényi Péter

A szinkront a Mafilm Audio Kft. készítette.

## Epizódok
| Sor. | Év. | Cím                                                                   | Rendező             | Író                                   | Premier           |
| ---- | --- | --------------------------------------------------------------------- | ------------------- | ------------------------------------- | ----------------- |
| 1.   | 1.  | A Crystal Palace esete (The Case of Crystal Palace)                   | Lee Toland Krieger  | Steve Yockey                          | 2024. április 25. |
| 2.   | 2.  | A pitypangoltár esete (The Case of the Dandelion Shrine)              | Glen Winter         | Shoshana Sachi és Cheech Manohar      | 2024. április 25. |
| 3.   | 3.  | A Devlin-ház esete (The Case of the Devlin House)                     | Cheryl Dunye        | Ian Weinreich és Kristy Lowrey        | 2024. április 25. |
| 4.   | 4.  | A rejtélyes világítótorony esete (The Case of the Lighthouse Leapers) | Andi Armaganian     | Joshua Conkel és Kristin Layne Tucker | 2024. április 25. |
| 5.   | 5.  | A két halott sárkány esete (The Case of the Two Dead Dragons)         | Amanda Tapping      | Kelli Breslin és Jeremy Kaufman       | 2024. április 25. |
| 6.   | 6.  | A félelmetes erdő esete (The Case of the Creeping Forest)             | Glen Winter         | Beth Schwartz és Oscar Balderrama     | 2024. április 25. |
| 7.   | 7.  | A nagyon hosszú lépcső esete (The Case of the Very Long Stairway)     | Richard Speight Jr. | Steve Yockey                          | 2024. április 25. |
| 8.   | 8.  | Az éhes kígyó esete (The Case of the Hungry Snake)                    | Pete Chatmon        | Ross Maxwell                          | 2024. április 25. |

## A sorozat készítése
2021. szeptember 3-án a Variety arról számolt be, hogy az HBO Max berendelte a Halott Fiúk Nyomozóiroda című sorozat próbaepizódját, amelyet akkor a Doom Patrol spin-offjaként terveztek. 2022. április 14-én az HBO Max berendelte a sorozatot. 2023. február 24-re a sorozatot az HBO Maxról a Netflixre helyezték át, állítólag azért, mert nem volt összeegyeztethető a DC Studios társ-vezérigazgatóinak, James Gunn és Peter Safran tervével.
2023. április 20-án Neil Gaiman megerősítette, hogy a sorozat ugyanabban az univerzumban fog játszódni, mint a Sandman: Az álmok fejedelme sorozat.

### Forgatás
A próbaepizódot 2021 decembere és 2022 januárja között forgatták. A sorozat forgatása 2022. november 7-én kezdődött Langleyben, és 2023. április 5-én fejeződött be.